# Diocesi di Metre
La diocesi di Metre (in latino: Dioecesis Metrensis) è una sede soppressa del patriarcato di Costantinopoli e sede titolare della Chiesa cattolica.

## Storia
Metre, identificabile con Çatalca nell'odierna Turchia, è un'antica sede vescovile della provincia romana di Europa nella diocesi civile di Tracia. Faceva parte del patriarcato di Costantinopoli ed era suffraganea dell'arcidiocesi di Eraclea.
Sono solo due i vescovi noti di Metre nel primo millennio cristiano: Costantino, che assistette al secondo concilio di Nicea nel 787; e Gregorio, che partecipò al concilio di Costantinopoli dell'879-880 che riabilitò il patriarca Fozio di Costantinopoli.
La sede è piuttosto tardiva, poiché compare per la prima volta nella Notitia Episcopatuum attribuita all'imperatore Leone VI all'inizio del X secolo. Metre è ancora inserita in una Notitia del XV secolo. In seguito, a partire dal XVI secolo, nelle fonti coeve appare la diocesi di Metre e Atira, suffraganea di Eraclea, che fu elevata al rango di metropolia nel 1909, ma ebbe vita breve. Infatti, tutte le diocesi e metropolie greche della Turchia furono soppresse dopo la guerra greco-turca (1919-1922).
Dal 1933 Metre è annoverata tra le sedi vescovili titolari della Chiesa cattolica; la sede è vacante dal 20 marzo 1995.

## Cronotassi

### Vescovi greci
- Costantino † (menzionato nel 787)
- Gregorio † (menzionato nell'879)

### Vescovi titolari
- José Selva e Amaral, S.D.B. † (27 dicembre 1937 - 13 agosto 1956 deceduto)
- Alcides Mendoza Castro † (28 aprile 1958 - 5 dicembre 1962 nominato vescovo di Abancay)
- Amadeu González Ferreiros, O. de M. † (18 febbraio 1963 - 20 marzo 1995 deceduto)